# Acarajé

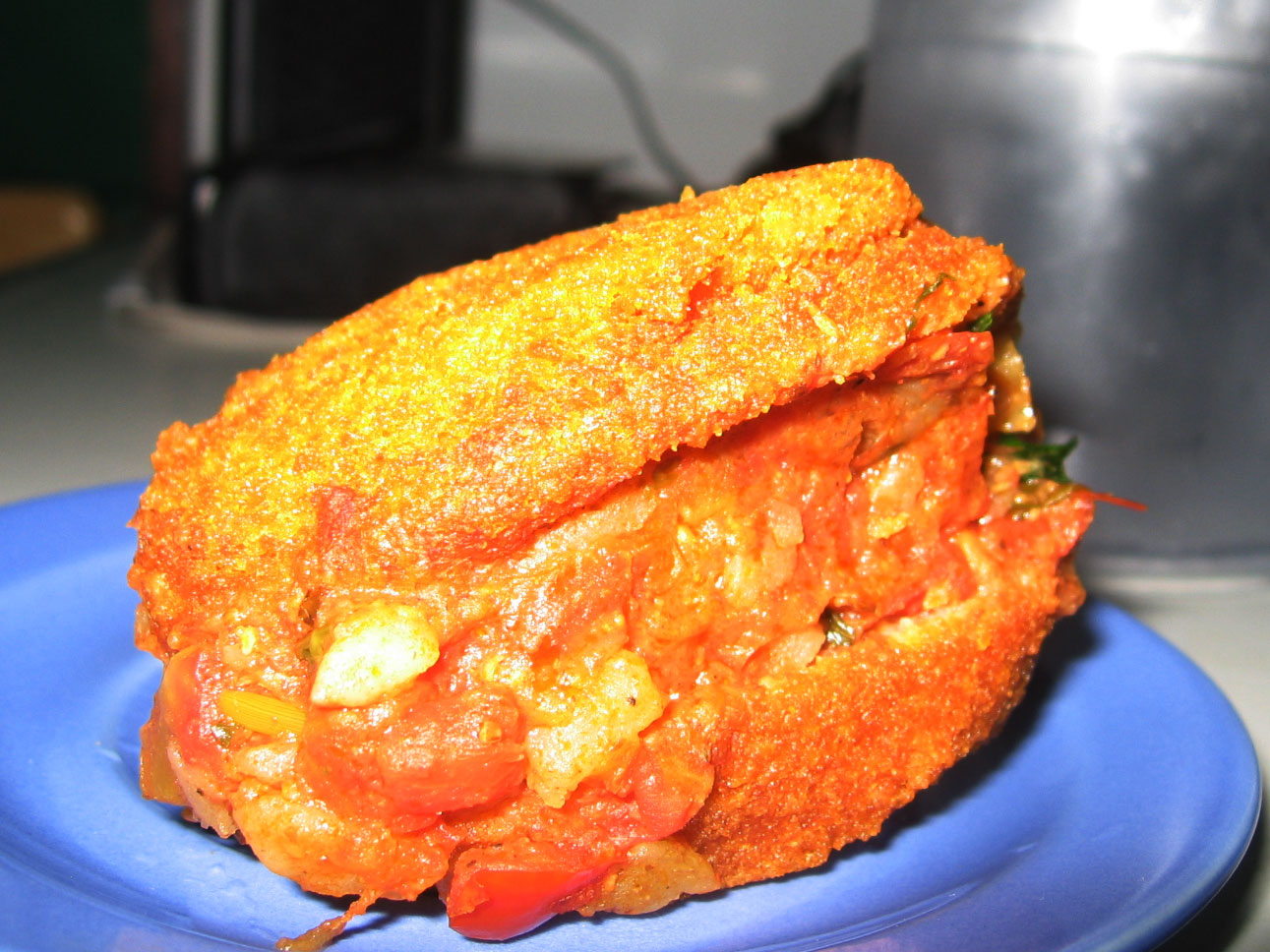
Acarajé

Acarajé –akaɾaˈʒɛⓘ popularne danie kuchni brazylijskiej, czasem zaliczane do miejscowych fast foodów. Jest to ciasto z rozgniecionym fasolnikiem "czarne oczko" (Vigna unguiculata), które jest wypełnione tzw. vatapą, czyli suszonymi na słońcu rozgniecionymi krewetkami, zmieszanymi z okrą, pomidorami oraz kolendrą.